# Viviana Cordero
Viviana Cordero  (Quito, 3 de agosto de 1964) es una escritora, directora teatral y de cine ecuatoriano. 

## Biografía
Estudió la primaria y secundaria en el Colegio Americano de Quito, en 1981 viaja a París y termina su último año de secundaria en el American School of Paris. Es estudiante de Civilización Francesa y cursa estudios de Letras Modernas en Paris IV (Sorbonne)
Su carrera empezó cuando escribió y co-produjo "Sensaciones", el primer largometraje en 35mm hecho en Ecuador en 1990, junto a su hermano Juan Esteban Cordero. Desde entonces ha realizado trabajos cinematográficos de dirección en las películas  "Un titán en el ring" y "No robarás a menos que sea necesario". En dirección teatral ha realizado las obras  "El paraíso de Ariana" , "El teatro de los monstruos". Es hermana del también director de cine Sebastián Cordero.
Ganó el Premio Sol de Oro en el 3er Festival de Cine y Video Demetrio Aguilera Malta en 1995 con el mediometraje: “El gran retorno”, que también recibe el primer premio al mejor guion y a la mejor interpretación femenina. Escribió y dirigió la teleserie “El Gran Retorno” en coproducción con el canal ecuatoriano Teleamazonas. Esta producción transmitió 24 capítulos de media hora de duración cada uno en el año 1996 y por ello ganó la estatuilla Ernesto Albán Mosquera entregada por el Ilustre Municipio de Quito al mejor logro audiovisual con la teleserie en el año 1998.
Ejerció la Dirección General de la Asociación de Cineastas del Ecuador en el año 2000. Estrenó en 2003 su largometraje “Un Titán en el Ring”, de su autoría, producción y dirección. Escribió y dirigió el largometraje “Retazos de Vida”, producido por Films Factory en 2008. Estrenó la pieza teatral “¿Amor?... Puertas Afuera”, de su autoría y dirección en 2009.
En 2010 ganó el premio a la producción otorgado por el Consejo Nacional de Cine con el proyecto cinematográfico  “No Robarás… (a menos que sea necesario), que se estrenó en 2013 de su autoría, producción y dirección.
En 2016 inició el rodaje de su película “Sólo es una más", y estrenó la misma en 2017 a nivel nacional.

## Trabajo Literario y de Teatro
- 1999: "El paraíso de Ariana”.
- 2000: publicó junto a Báez Oquendo y Libresa, su novela “El Teatro de los Monstruos”.[8]
- 2000: estrena la obra de teatro “mano A Mano”,[9] de su autoría y dirección.
- 2001: estrena su obra de teatro “Tres”, de su autoría y dirección.
- 2002: publica su novela “Una pobre tan ¿Qué hace?”[10]
- 2003: estrena su adaptación de la obra teatral “Los Monólogos de la vagina” de Eve Ensler.
- 2004: estrena el monólogo teatral “María Magdalena, la mujer borrada”,[11] de su autoría y dirección.
- 2010: publica su novela “Mundos Opuestos”[12] con el sello editorial Norma.
- 2011: publica su novela “Voces”[13] con el sello editorial EDINUN.
- 2018: Estrena su nueva obra de teatro “¿Bailamos…?[14]” en la ciudad de Quito, junto a los actores Toty Rodríguez y Mosquito Mosquera.